# Páfosz
Páfosz (újgörögül Πάφος, ógörögül Paphosz, törökül Baf) Ciprus egyik városa, a Páfosz közigazgatási kerület központja. A város a világörökség részévé nyilvánított értékekkel rendelkezik.

## Fekvése

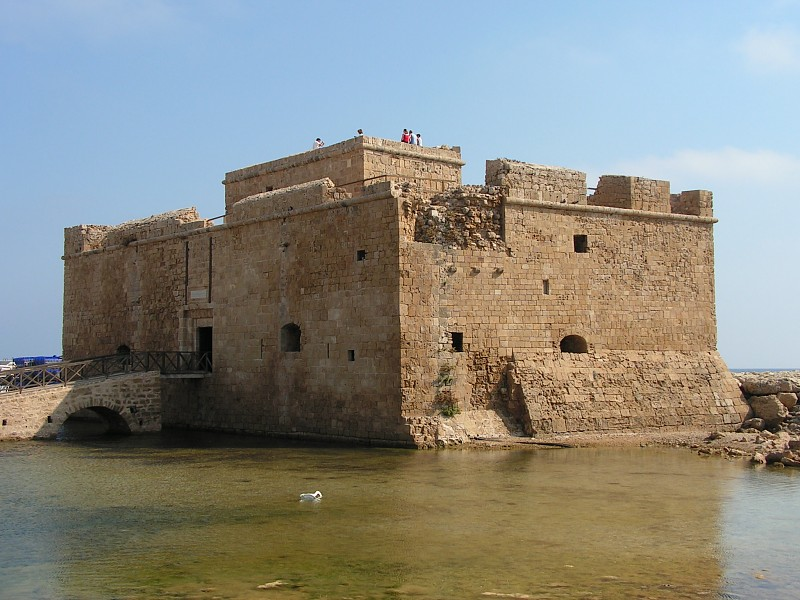
A páfoszi erőd

A város a sziget délnyugati partvonalán fekszik. Nyugatról és délről a Földközi-tenger, északról és keletről pedig a Tróodosz-hegység határolja.
Az ország nagyobb, idegenforgalmilag is jelentős városai közül Páfosz a legnyugatabbi elhelyezkedésű település.
A város két – mára összenőtt – részre választható szét: a keleti, magasabban fekvő (Palea-) Páfoszra, és a nyugati, tengerparti Nea-Páfoszra, amit Kato-Páfoszként is neveznek.

## Története

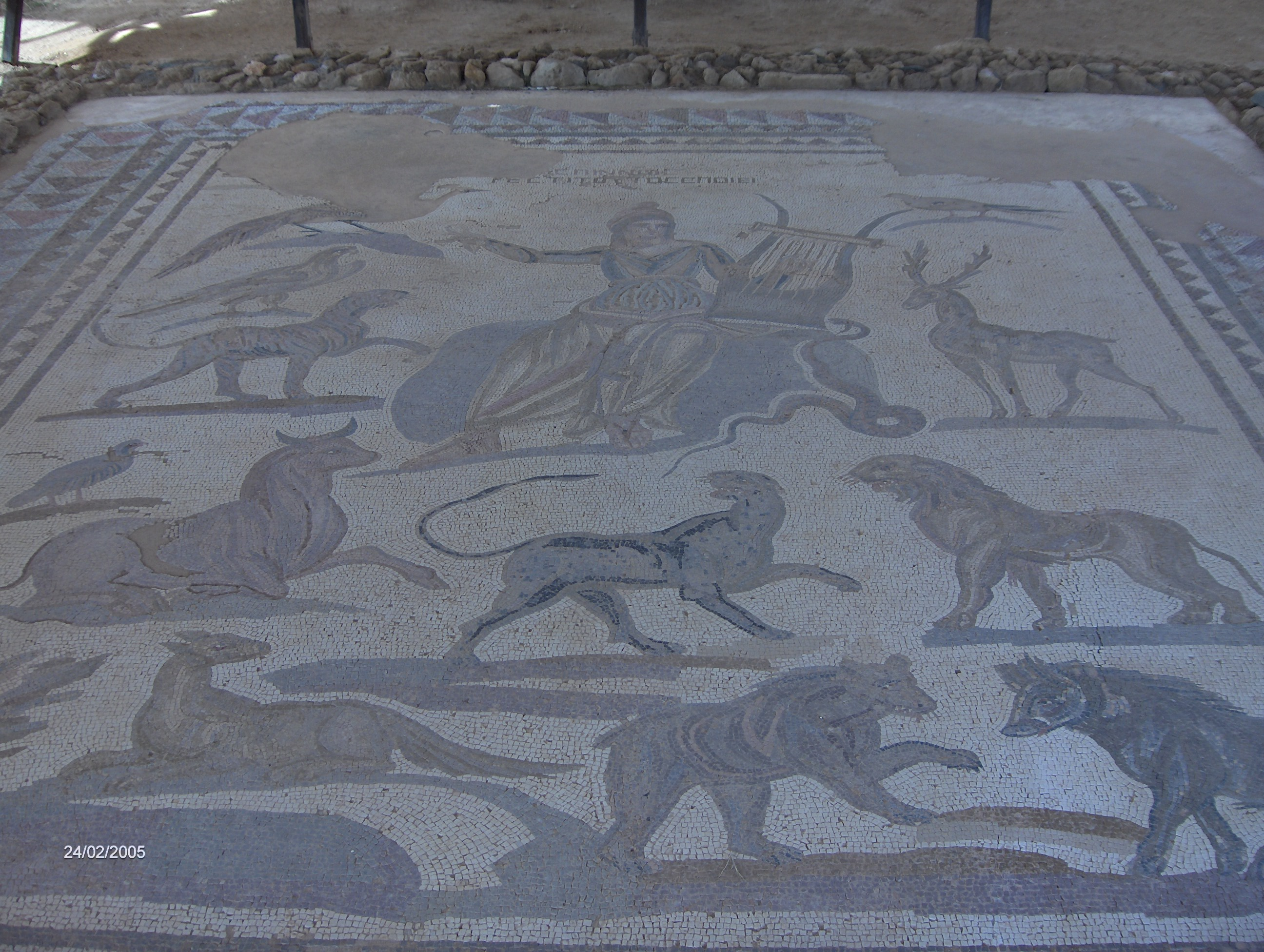
A tengerparton feltárt mozaikok egyike

Az ókori Paphoszt Aphrodité városaként emlegetik, mivel a mitológia szerint a város közelében található Aphrodité-szikla mellett született (emelkedett ki a tengerből) az istennő.
A város alapítása bizonytalan, a hagyomány szerint Knirasz király alapította, majd a 4. században Paphosz utolsó királya, Nikoklész alapította meg Nea-Paphoszt. Az ókorban Ciprus szigetét Paphoszról kormányozták. A sziget volt a római helytartó székhelye, akit maga Szent Pál térített keresztény hitre 45 körül.
A sziget többi városához hasonlóan Paphosz is folyamatos támadásoknak volt kitéve. A 7. században el is pusztult a szaracénok támadásai és járványok miatt, majd többször újra benépesült.
A 19. századig a település elmaradott kikötőfalunak számított, majd a 20. század elejétől növekedésnek és fejlődésnek indult. Ezt utoljára az 1974-es polgárháború és török agresszió szakította meg, amikor a város súlyos károkat szenvedett.

## Népesség
| Lakosok száma | 31 738 | 32 892 | 35 961 |
|               | 2001   | 2011   | 2019   |

## Nevezetességei
- Középkori erőd - bizánci eredetű erődítmény, amelyet a velenceiek 1570-ben leromboltak, majd az ottománok részben újjáépítettek
- Kato-páfoszi Régészeti Park - ásatási terület római kori villák maradványaival és mozaikokkal, világörökségi védelem alatt álló terület

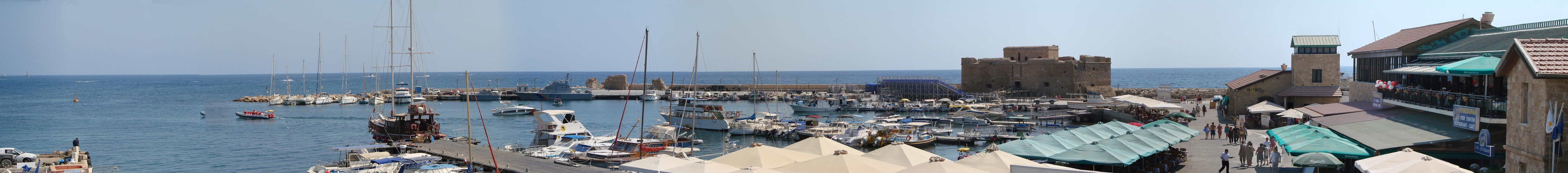
A páfoszi kikötő a középkori erőddel

- Római hullámtörő
- Szent Pál oszlopa
- Katakombák
- Királysírok a 4. századból

## Éghajlat
| Hónap                         | Jan. | Feb. | Már. | Ápr. | Máj. | Jún. | Júl. | Aug. | Szep. | Okt. | Nov. | Dec. | Év   |
| ----------------------------- | ---- | ---- | ---- | ---- | ---- | ---- | ---- | ---- | ----- | ---- | ---- | ---- | ---- |
| Átlagos max. hőmérséklet (°C) | 16,9 | 16,7 | 18,0 | 21,2 | 24,1 | 27,7 | 29,7 | 30,3 | 28,7  | 26,7 | 22,3 | 18,6 | 23,4 |
| Átlagos min. hőmérséklet (°C) | 7,5  | 7,0  | 8,0  | 10,7 | 14,0 | 17,5 | 20,0 | 20,6 | 18,4  | 16,2 | 12,2 | 9,3  | 13,5 |
| Átl. csapadékmennyiség (mm)   | 68   | 56   | 40   | 16   | 7    | 1    | 0    | 0    | 5     | 22   | 74   | 87   | 376  |
| Forrás: moa.gov.cy            |      |      |      |      |      |      |      |      |       |      |      |      |      |